# Paul Bonhomme
Pour les articles homonymes, voir Bonhomme.
 (décembre 2017).
Si vous disposez d'ouvrages ou d'articles de référence ou si vous connaissez des sites web de qualité traitant du thème abordé ici, merci de compléter l'article en donnant les références utiles à sa vérifiabilité et en les liant à la section « Notes et références ».
Paul Bonhomme (né le 22 septembre 1964) est un pilote d'avions britannique. Son père était pilote de ligne et sa mère a travaillé comme hôtesse de l'air. Son frère est aussi un pilote professionnel.
Paul a commencé sa carrière de pilote en 1980 à l'aérodrome de White Waltham comme domestique en général par un nettoyage des hangars, des avions et de polissage des avions de ravitaillement.
À l'âge de 18 ans, il a obtenu sa licence de pilote privé et est ensuite devenu un pilote instructeur. En 1985, il est devenu un pilote charter et en 1987 rejoint Air Cymru, au gallois compagnie charter, battant Boeing 737. Il vole maintenant en tant que capitaine de Boeing 747 pour British Airways.
Sa carrière de voltigeur a commencé en 1986, aux commandes d'un Ultimate Pitts. Il a testé le Yak-50, Extra 300, puis le Sukhoi Su-26 en 1991 pour Richard Goode voltige. Il a effectué plus de 650 manifestations publiques et a aussi volé sur des avions de combat vintage pour «l'ancienne société Flying Machine" à Duxford aérodrome.
Les différents avions qu'il a pu piloter comprennent les Supermarine Spitfire (MKV, MkIX, MkIXT et MkXIV), Hawker Hurricane, P-40 Kittyhawk, F4F Wildcat, F6F Hellcat, F8F Bearcat, P-47 Thunderbolt, P-63 Kingcobra, P-51 Mustang et AD -4 Skyraider.
Depuis 1994, il fait l'affiche d'une patrouille de voltige à travers le monde avec son collègue, ancien pilote de course et commentateur Steve Jones (en), dans "Les Matadors". Ils ont remporté trois médailles d'or et une médaille d'argent lors de championnat de la FAI. Il participe au Championnat du monde Red Bull de course aérienne depuis sa création en 2003 et a réalisé un record inégalé de 35 podiums sur 45 courses qui inclut 13 victoires.
Il gagne le championnat 2009 à Barcelone, 2010 à Lausitz puis en 2015 à Las Vegas. Il prend sa retraite de compétiteur quelques jours après la fin du championnat. Il est, depuis 2016, l'un des 2 commentateurs du championnat.